# Mediapolis
Mediapolis és una població dels Estats Units a l'estat d'Iowa. Segons el cens del 2000 tenia 1.644 habitants.

## Demografia
Segons el cens del 2000, Mediapolis tenia 1.644 habitants, 644 habitatges, i 439 famílies. La densitat de població era de 529 habitants/km².
Dels 644 habitatges en un 33,5% hi vivien nens de menys de 18 anys, en un 55% hi vivien parelles casades, en un 9,9% dones solteres, i en un 31,8% no eren unitats familiars. En el 29% dels habitatges hi vivien persones soles el 16,3% de les quals corresponia a persones de 65 anys o més que vivien soles. El nombre mitjà de persones vivint en cada habitatge era de 2,37 i el nombre mitjà de persones que vivien en cada família era de 2,92.
Per edats la població es repartia de la següent manera: un 24,8% tenia menys de 18 anys, un 6,6% entre 18 i 24, un 23,8% entre 25 i 44, un 21,7% de 45 a 60 i un 23,1% 65 anys o més.
L'edat mediana era de 40 anys. Per cada 100 dones de 18 o més anys hi havia 81,2 homes.
La renda mediana per habitatge era de 37.857 $ i la renda mediana per família de 47.841 $. Els homes tenien una renda mediana de 36.920 $ mentre que les dones 21.944 $. La renda per capita de la població era de 17.974 $. Entorn del 8% de les famílies i el 8,3% de la població estaven per davall del llindar de pobresa.

## Poblacions més properes
El següent diagrama mostra les poblacions més properes.